# 나라별 금지된 비디오 게임 목록
이 문서는 각 세계 나라별로 금지된 비디오 게임들을 목록으로 제시해 놓았다. 금지된 비디오 게임의 경우에는 기본적으로 공식적인 판매나 제공을 금지한 게임을 일컬으며, 해외에서 들여오거나 위조품을 통하여 비공식적으로 구하는 것은 판매가 목적이 아닌 이상 위법이 되지 않게 되어있다.

## 대한민국
- 그랜드 테프트 오토 III

폭력성과 잔인성 때문에 금지되었다. 하지만 지금은 심의가 통과되었다.
- 그랜드 테프트 오토: 바이스 시티

폭력성과 잔인성 때문에 금지되었다. 하지만 지금은 심의가 통과되었다.
- 그랜드 테프트 오토: 산 안드레아스

폭력성과 잔인성 때문에 금지되었다. 하지만 지금은 심의가 통과되었다.
- 뉴 단간론파 V3 모두의 살인게임 신학기

반사회적 묘사로 금지되었다.
- 라이프 바이 유

지나친 성적 묘사 문제로 금지되었다.
- 맨헌트

폭력성과 잔인성 때문에 금지되었다.
- 맨헌트 2

폭력성과 잔인성 때문에 금지되었다.
- 머세네리즈: 플래이그라운드 오브 데스트럭션

조선민주주의인민공화국과의 전쟁을 내용으로 담고 있어 외교적인 이유로 금지되었다.
- 모탈 컴뱃

매우 심각한 폭력성과 잔인성 때문에 금지되었다.
- 용과 같이 6: 생명의 시

내용 문제로 금지되었다.
- 전격 문고 FIGHTING CLIMAX

마법과고교의 열등생과 관련된 문제로 금지되었다.
- 홈프론트

조선민주주의인민공화국과의 통일을 막자는 내용으로 담고 있어 외교적인 이유로 금지되었다.

## 조선민주주의인민공화국
- 그랜드 테프트 오토 V

GTA 온라인에 도박이 있어서 금지되었다. 북한에서는 어떤 종류의 도박이 금지되어 있다.
- 홈프론트

북부의 통치하에 통일된 한국을 부정적으로 묘사했기 때문에 금지되었다.

## 일본
- 모탈 컴뱃

매우 심각한 폭력성과 잔인성 때문에 금지되었다.
- 콜 오브 듀티: 월드 앳 워

일본군에 대한 잔혹한 묘사와 일본에 대한 욕설, 일본군을 죽인다는 내용으로 인해 금지되었다.
- 폴아웃 3

핵 관련 내용을 삭제하고 출시되었다.
- 홈프론트

김정일과 조선민주주의인민공화국 관련 내용을 삭제하고 출시되었다.

## 중화인민공화국
중화인민공화국은 자국의 국방에 위협을 당하거나 대만과 티베트 등의 지역이 독립된 국가처럼 등장하는 게임을 금지하고 있다. 또 2009년 9월에는 조직폭력배가 등장하는 게임도 금지했다고 한다.
- 배틀필드 4 - 차이나 라이징 확장팩 출시 이후 중국 본토에 대한 문화적 침략과 국가 안보 위협을 이유로 금지되었다.
- 커맨드 앤 컨커: 제너럴 - 중화인민공화국 내에서 쿠데타가 일어나 중국 공산당이 전복되었다는 설정과 중국 진영 미션 중 싼샤 댐과 홍콩컨벤션센터를 파괴하는 미션 때문에 금지되었다.
- 풋볼 매니저 2005 - 대만,티베트를 독립국가로 표시했다는 이유로 금지되었다.
- 하츠 오브 아이언 - 티베트와 신장 자치구, 만주 지역이 중국에서 독립된 상태로 나오고 타이완이 일본 제국에게 점령된 모습으로 나왔다는 이유로 금지되었다.
- I.G.I.-2: 코버트 스트라이크 - 의도적으로 중국과 중공군의 이미지를 검게 하는 이유로 금지되었다.
- 레이프레이 - 한 여성과 그녀의 두 딸을 강간한다는 내용을 담고 있어 금지되었다.
- 발키리 드라이브: 비쿠니 - 선정성과 여성의 동성연애 묘사로 인해 금지되었다.
- 환원 -Devotion- - 시진핑 중국 공산당 총서기를 모독하는 이유로 금지되었다.
- Plague Inc. - 코로나바이러스 발생의 결과로 금지되었다.
- 모여봐요 동물의 숲 - 게임 내 커스터마이징 기능이 홍콩 민주화 운동에 이용되고 있다고 판단되어 금지되었다.
- 워게임:레드 드래곤 - 홍콩을 배경으로 하는 동양의 진주 캠페인 때문에 금지되었다

## 베트남
- 콜 오브 듀티: 블랙 옵스 - 베트남 전쟁을 잔혹하게 묘사하고 역사왜곡이라는 판결을 내려 금지하였다.

## 말레이시아
- GTA 시리즈 - 폭력성과 잔인성 때문에 금지되었다.
- 맨헌트 - 폭력성과 잔인성 때문에 금지되었다.
- 맨헌트 2 - 폭력성과 잔인성 때문에 금지되었다.
- 모탈 컴뱃 - 매우 심각한 폭력성과 잔인성 때문에 금지되었다.
- 단테스 인페르노 - 이슬람 율법 위반으로 인해 금지되었다.
- 포켓몬 GO - 권력수색을 촉진했다는 이유로 금지되었다.

## 싱가포르
- 하프라이프 - 폭력성 때문에 금지되었다.
- 매스이펙트 - 외계인과 지구인의 여성의 동성연애 묘사로 인해 금지되었다.
- 더 다크니스 - 매우 심각한 폭력성 때문에 금지되었다.

## 태국
- GTA 시리즈 - 폭력성과 잔인성 때문에 금지되었다.
- 트로피코 5 - 평화와 질서에 영향을 미칠 수 있다고 해서 금지되었다.

## 필리핀
- 디펜스 오브 디 에인션츠 - 카바이트의 다스마리냐에 있는 바랑가이에서 비행에 대한 항의 때문에 금지되었다.

## 인도
- 폴아웃 3 - 종교적인 이유로 금지되었다.
- 배틀그라운드 - 매우 심각한 폭력성 때문에 금지되었다.

## 네팔
- 배틀그라운드 - 매우 심각한 폭력성 때문에 금지되었다.

## 파키스탄
- 메달 오브 아너: 워파이터 - 파키스탄에 대한 부정적인 묘사로 인해 금지되었다.
- 콜 오브 듀티: 블랙 옵스 II - 메달 오브 아너: 워파이터와 같은 이유로 금지되었다.
- 포스탈 2 - 폭력성과 잔인성 때문에 금지되었다.
- 발키리 드라이브: 비쿠니 - 선정성과 여성의 동성연애 묘사로 인해 금지되었다.
- 네글리제: 러브 스토리즈 - 선정성과 여성의 동성연애 묘사로 인해 금지되었다.

## 사우디아라비아
- 갓 오브 워 II - 잔인한 폭력성 그리고 이슬람을 비하한 이유로 금지되었다.
- 콜 오브 듀티 4: 모던 워페어 - 폭력성과 잔인성 (특히 이슬람 군인들), 아랍인에 대한 부정적인 묘사로 인해 금지되었다.
- 어쌔신 크리드 - 아랍인에 대한 부정적인 묘사로 인해 금지되었다.
- GTA 시리즈 - 폭력성과 잔인성 때문에 금지되었다.
- 헤비 레인 - 폭력성과 선정성 때문에 금지되었다.
- L.A. 누아르 - 매우 심각한 폭력성과 선정성 때문에 금지되었다.
- 포스탈 2 - 폭력성과 잔인성 때문에 금지되었다.
- 레드 데드 리뎀션 - 폭력성과 잔인성, 선정성 때문에 금지되었다.
- 레드 데드 리뎀션 2 - 폭력성과 잔인성, 선정성 때문에 금지되었다.
- 맨헌트 - 폭력성과 잔인성 때문에 금지되었다.
- 맨헌트 2 - 폭력성과 잔인성 때문에 금지되었다.
- 사우스 파크(게임) - 극도로 불쾌한 내용 때문에 금지되었다.
- 발키리 드라이브: 비쿠니 - 선정성과 여성의 동성연애 묘사로 인해 금지되었다.
- 울펜슈타인 - 선정성 때문에 금지되었다.
- 메트로 시리즈 - 블루 웨일 챌린지의 사용 때문에 금지되었다.
- 더 위쳐 3: 와일드 헌트 - 선정성 때문에 금지되었다.
- 포켓몬스터(카드 게임) - 시오니즘과 사행성으로 인해 금지되었다. 그러나, 카드 게임만 금지되었을 뿐, 포켓몬 비디오 게임은 판매되고 있다고 한다.

## 아랍에미리트
- 블레이블루 : 캘러미티 트리거 - 일부 여성 캐릭터들의 심한 노출로 인해 금지되었다.
- 콜 오브 듀티 : 모던 워페어 2 - 일부 지도에 있는 그림 액자에 이슬람교도들에게 매우 모욕적인 쿠란의 인용구가 있다는 이유로 금지되었다.
- 다크사이더스 - 관습과 전통과의 모순으로 인해 금지되었다.
- 데드 아일랜드 - 폭력성과 빈약한 복장의 게임 캐릭터들에 대한 극단적인 묘사 때문에 금지되었다.
- 데드 라이징 2 - 폭력성과 선정성 때문에 금지되었다.
- 드래곤 에이지: 오리진 - 여성의 동성연애 묘사로 인해 금지되었다.
- 폴아웃: 뉴 베가스 - 선정성 때문에 금지되었다.
- 걸 건 - 선정성 때문에 금지되었다.
- 대부(게임) - 선정성 때문에 금지되었다.
- GTA 시리즈 - 폭력성과 잔인성 때문에 금지되었다.
- 헤비 레인 - 폭력성과 선정성 때문에 금지되었다.
- 인저스티스: 갓즈 어몽 어스 - 케이스 패키지 및 온디스크 소프트웨어 제목 자체가 "갓"이라는 용어가 유지되고 유럽 출시와 동일하기 때문에 금지되었다.
- 마피아 II - 매우 심각한 폭력성과 선정성 때문에 금지되었다.
- 매스이펙트 - 외계인과 지구인의 여성의 동성연애 묘사로 인해 금지되었다.
- 맥스 페인 3 - 매우 심각한 폭력성과 선정성 때문에 금지되었다.
- 오메가 라비린스 Z - 매우 심각한 선정성 때문에 금지되었다.
- 포스탈 2 - 폭력성과 잔인성 때문에 금지되었다.
- 레드 데드 리뎀션 - 폭력성과 잔인성, 선정성 때문에 금지되었다.
- 레드 데드 리뎀션 2 - 폭력성과 잔인성, 선정성 때문에 금지되었다.
- 로블록스 - 욕설과 성적으로 노골적인 내용이 포함된 사용자 생성 콘텐츠가 포함된 게임으로 인해 금지되었다.
- 세인츠 로우 시리즈 - 폭력성과 선정성, 마약과 술의 사용으로 인해 금지되었다.
- 스펙 옵스: 더 라인 - 두바이 파괴 묘사로 인해 금지되었다.
- 발키리 드라이브: 비쿠니 - 선정성과 여성의 동성연애 묘사로 인해 금지되었다.

## 이란
- 배틀필드 3 - 테헤란에서 전쟁을 치르고 이란인을 테러리스트로 묘사했다는 이유로 금지되었다.
- 포켓몬 GO - 보안상의 이유로 금지되었다.
- 발키리 드라이브: 비쿠니 - 선정성과 여성의 동성연애 묘사로 인해 금지되었다.

## 영국
- 카마겟돈 - 폭력성과 잔인성 때문에 금지되었다.
- 맨헌트 - 폭력성과 잔인성 때문에 금지되었다.
- 맨헌트 2 - 폭력성과 잔인성 때문에 금지되었다.
- 퍼니셔(게임) - 미국 시장을 위해 편집한 이 게임의 버전은 영국 개봉을 위해 더욱 검열되었다. 심문 장면은 그래픽적으로 논란의 여지가 있는 것으로 간주되었고 BBFC의 요청으로 이러한 장면을 더 가리기 위해 편집되었다. 편집된 버전은 18개의 인증서를 받았다.

## 아일랜드
- 맨헌트 - 폭력성과 잔인성 때문에 금지되었다.
- 맨헌트 2 - 폭력성과 잔인성 때문에 금지되었다.

## 미국
- 그랜드 테프트 오토: 산 안드레아스 - 섹스 미니게임이 발견되어 AO등급으로 변경했다. 리콜 조치 후 수정본으로 발매되었다.
- 더가이 게임 - 실제 영상이 포함된 포르노 게임으로써 아동포르노물로 인해 금지되었다.
- 스릴 킬 - 폭력성과 잔인성 때문에 금지되었다.

## 오스트레일리아
- GTA 시리즈 - 폭력성과 잔인성 때문에 금지되었다.
- 맨헌트 - 폭력성과 잔인성 때문에 금지되었다.
- 맨헌트 2 - 폭력성과 잔인성 때문에 금지되었다.
- 모탈 컴뱃 - 매우 심각한 폭력성과 잔인성 때문에 금지되었다.
- 미궁의 지하에서 죽다 - 미성년자를 대상으로 한 폭력 및 범죄 묘사 때문에 금지되었다.
- 포스탈 - 폭력성과 잔인성 때문에 금지되었다.
- 포스탈 2 - 폭력성과 잔인성 때문에 금지되었다.
- 섹시포커 - 선정성으로 인해 금지되었다.

## 뉴질랜드
- 크리미널 걸즈: 인비테이션 - 청소년과 성폭력 요소를 중심으로 한 성적 내용 때문에 금지되었다.
- 걸 건 - 선정성 때문에 금지되었다.
- 맨헌트 - 폭력성과 잔인성 때문에 금지되었다.
- 맨헌트 2 - 폭력성과 잔인성 때문에 금지되었다.
- 포스탈 2 - 폭력성과 잔인성 때문에 금지되었다.
- 레이프레이 - 한 여성과 그녀의 두 딸을 강간한다는 내용을 담고 있어 금지되었다.
- 리저브아 독스 - 매우 심각한 폭력성과 잔인성 때문에 금지되었다.
- 쓰리 시스터즈 스토리 - 성행위에 복종하도록 강요하기 위한 폭력의 사용을 촉진하고 지지하는 경향이 있어 금지되었다.
- 발키리 드라이브: 비쿠니 - 선정성과 여성의 동성연애 묘사로 인해 금지되었다.

## 덴마크
- EA Sports MMA - 일렉트로닉 아츠가 게임에서 빼지 않기로 한 에너지 드링크 마케팅 금지법 때문에 금지되었다.

## 독일
독일에서의 경우 다른 유럽 국가들과는 달리 USK에서 자체적으로 심의를 한다. USK에서는 심한 폭력성이 담긴 게임들을 금지하기도 하며 과거에 제2차 세계대전을 일으킨 전범 국가였다는 시점에서 나치 또는 히틀러가 등장하는 게임을 검열 및 금지하기도 한다.
- 코만도스: 비하인드 에너미 라인즈 - 나치의 등장으로 금지되었다.
- KZ 매니저 - 나치의 등장으로 금지되었다.
- 모티어 - 나치의 등장으로 금지되었다.
- 울펜슈타인 3D - 나치의 등장으로 금지되었다.
- 솔져 오브 포튠: 페이백 - 신체부분 절단 등의 심한 잔인성으로 인해 금지되었다.
- 매드월드 - 유통사가 게임 심의 미리 포기로 인해 금지되었다.

## 러시아
- 콜 오브 듀티: 모던 워페어 2 - '러시아어 사용금지' 미션에서 민간인을 학살한다는 내용 때문에 전량 회수하였고 그후 그 미션은 삭제하고 재발매했다.
- 컴퍼니 오브 히어로즈 2 - 2차 대전 당시의 소련의 아군 고의 사살장면이 사실적으로 묘사되어 금지한다고 했으나, 다시 판매중이다.

## 이탈리아
- 맨헌트 - 폭력성과 잔인성 때문에 금지되었다.
- 맨헌트 2 - 폭력성과 잔인성 때문에 금지되었다.

## 멕시코
- 톰 클랜시의 고스트 리콘: 어드밴스드 워파이터 2 - 악역으로 멕시코 반군이 등장해서 금지되었다.

## 브라질
- 불리 - 학교폭력 묘사로 인해 금지되었다.
- 카운터스트라이크 - 게임 내 파벨라 맵의 폭력성 묘사로 인해 금지되었다.
- 에버퀘스트 - 2008년 폭력사태와 빈민가 지도 때문에 금지되었다.
- GTA 시리즈 - 폭력성과 잔인성 때문에 금지되었다.
- 카마겟돈 - 폭력성과 잔인성 때문에 금지되었다.

## 아르헨티나
- 레이프레이 - 한 여성과 그녀의 두 딸을 강간한다는 내용을 담고 있어 금지되었다.
- 카마겟돈 - 폭력성과 잔인성 때문에 금지되었다.

## 쿠바
- 콜 오브 듀티: 블랙 옵스 - 플레이어가 피델 카스트로를 암살하려다 결국 더블로 살해하는 미션이 있어 많은 논란을 일으켰다.

## 케냐
- 발키리 드라이브: 비쿠니 - 선정성과 여성의 동성연애 묘사로 인해 금지되었다.

## 같이 보기
- 나라별 수정된 비디오 게임 목록
- 금지 영화 목록